# Municipio de Saratoga (condado de Grundy)
El municipio de Saratoga (en inglés: Saratoga Township) es un municipio ubicado en el condado de Grundy en el estado estadounidense de Illinois. En el año 2010 tenía una población de 6122 habitantes y una densidad poblacional de 65,26 personas por km².

## Geografía
El municipio de Saratoga se encuentra ubicado en las coordenadas 41°24′44″N 88°24′51″O / 41.41222, -88.41417. Según la Oficina del Censo de los Estados Unidos, el municipio tiene una superficie total de 93.8 km², de la cual 93.18 km² corresponden a tierra firme y (0.66%) 0.62 km² es agua.

## Demografía
Según el censo de 2010, había 6122 personas residiendo en el municipio de Saratoga. La densidad de población era de 65,26 hab./km². De los 6122 habitantes, el municipio de Saratoga estaba compuesto por el 93.01% blancos, el 1.06% eran afroamericanos, el 0.51% eran amerindios, el 0.91% eran asiáticos, el 0.03% eran isleños del Pacífico, el 2.92% eran de otras razas y el 1.55% pertenecían a dos o más razas. Del total de la población el 8.76% eran hispanos o latinos de cualquier raza.